# Aristophanes van Byzantium
Aristophanes van Byzantium (Oudgrieks: Ἀριστοφάνης) (ca. 257 v.Chr. - 180 v.Chr.) was als bibliothecaris en filoloog verbonden aan het Mouseion van Alexandrië. 
Zijn benoeming aan het hoofd van de Alexandrijnse bibliotheek dankte hij aan zijn fenomenale geheugen. Vitruvius verhaalt hoe hij als jurylid van een dichtwedstrijd zes van de zeven deelnemers ontmaskerde als plagiarissen, wat hij bewees door de overeenstemmende boekrollen uit de bibliotheek te doen halen.
In het Mouseion verzorgde Aristophanes wetenschappelijke tekstuitgaven van verschillende Griekse dichters: Homerus, Hesiodus, Pindarus, andere lierdichters, tragedieschrijvers en zijn naamgenoot, de  komediedichter Aristophanes. Hij schreef de inleidingen (Grieks hypotheseis) op de Griekse tragedies.
Op het gebied van de taalkunde verrichtte hij baanbrekend werk: om de leesbaarheid te verhogen introduceerde hij het gebruik van leestekens en accentuatie. Ook deelde hij voor het eerst gedichten in in strofen, en gaf het eerste Griekse lexicon uit.
Hij stelde ook een eerste canon van Griekse schrijvers samen, bekend gebleven als de Alexandrijnse canon (κανών). Deze is belangrijk gebleken voor de tekstoverlevering: ze bepaalde welke schrijvers belangrijk genoeg waren om overgeschreven te worden. Vooral die auteurs zijn dan tot ons gekomen. 

## Voetnoten
1. ↑  De architectura, 7:4-7